# 石崎チャベ太郎
石崎 チャベ太郎（いしざき チャベたろう、1982年9月10日 - ）は、日本の映画俳優。アメリカ・ボストン出身。大阪府高槻市育ち。関西大学総合情報学部卒業。

## 来歴・人物
2001年、関西大学高槻キャンパスにある学生劇団『劇団万絵巻』に入る。その傍らで、翌年の2002年に松竹芸能俳優養成所を経て、同プロダクションに所属。また、演技では女優紅萬子に師事。2005年の映画『男たちの大和/YAMATO』の撮影現場で、数多くの刺激を受け、多くの出会いを通じて自分の目指す役者像が見えてくる。2006年、本人の意志によって東京支社へ移り、2008年2月に松竹芸能を退社。また、新国劇の重鎮であった大山克巳に殺陣を師事しながら、彼の付き人も経験。
宇賀那健一監督SHORT FILM『the launch.』が第63回カンヌ国際映画祭SFC部門にて正式上映・参加し、世界の色々な監督や作品を知るようになり、国内外で俳優活動を志す。
国内では、ゆうばり国際ファンタスティック映画祭2011では、緒方貴臣監督『体温』主演作がコンペティションに入選、その際に審査員ティム・リーグからメインキャストの絶賛評価を得て、テキサス オースティン映画祭に招待出品が決定、2011年9月末からのレインダンス映画祭にも入選を果たす。そして、箱守恵輔監督『IN THE WORLD』が2011年に行われた映像祭”予告デミー賞”で、審査員としていた参加していた女優の伊藤歩に絶賛される。今年のゆうばり国際ファンタスティック映画祭2012では『もしかしたらバイバイ!』がコンペティションに入選するなど、参加作品がノミネート・評価される。
好きな人物、岡本太郎。
好きな役者は中村敦夫、Jérémie Renier、James Snyder、岡田英次。
好きな映画監督は張芸謀（チャン・イーモウ）、金基德（キム・ギドク）。
好きな映画
- ジャウム・コレット＝セラ監督『エスター』
- アレックス・コックス監督『シド・アンド・ナンシー』
- アーシア・アルジェント監督『サラ、いつわりの祈り』
- ジャン＝ピエール&リュック・ダルデンヌ監督『ある子供』
- アレハンドロ・アメナーバル監督『海を飛ぶ夢』
- キム・ギドク監督『弓』
- チャン・イーモウ監督『至福のとき』

## 出演

### 映画
- 「隠し剣 鬼の爪」（山田洋次監督、2004年、松竹）
- 「男たちの大和/YAMATO」（佐藤純彌監督、2005年、東映）
- 「パッチギ! LOVE&PEACE」（井筒和幸監督、2007年、シネカノン）
- 「クローズZERO」（三池崇史監督、2007年、東宝）
- 「空へ 〜救いの翼〜 RescueWings」（手塚昌宏監督、2008年、角川映画）
- 「Honey Moon」主演　伊藤裕満監督　　2009年10月〜11月　アップリンク劇場公開
- ショートフィルムオムニバス映画「大脱出！〜脱出ゲーム THE MOVIE〜」
- 短編映画「Passing Fancy」主演　楊偉新監督
カンヌ国際映画祭2009 Short Film Corner上映(2009年)
メキシコ国際映画祭2009 Golden Palm Award受賞(2009年)
カナダ国際映画祭2009 Rising Star Award 受賞(2009年)
- 「Sara & Sandy」主演　塩田悠地監督 / 株式会社HAT製作
アジアパシフィック広告祭2009 グランプリ(2009年)
カンヌ国際広告祭2009正式出品(2009年)
- 「堀川中立売」ノブオ役　柴田剛監督 / シマフィルム製作
東京フィルメックス2009コンペティション正式出品
映画芸術2010年第二位
ニューヨークアジアンフィルムフェスティバル2010正式出品
ドイツ・ニッポンコネクション2011 JAPAN VISION賞受賞
- 短編映画「都会的な男女」森岡龍監督 / 共演：長澤つぐみ(2009年)
あきた十文字映画祭「雪の上にも19年」にて上映
- 短編映画 「the launch.」主演　宇賀那健一監督 / Born in Boston Films製作
第63回カンヌ国際映画祭SFC部門 正式出品上映 Palas01(2010年)

- 「もしかしたらバイバイ!」（2013年）桃井役　高畑鍬名・滝野弘仁監督
ドイツ・ニッポンコネクション2012　コンペティション部門ノミネート
ゆうばり国際ファンタスティック映画祭2012　オフシアターコンペティションノミネート
第21回 TAMA CINEMA FORUM　ある視点部門

- 「マイウェイ 12,000キロの真実」（カン・ジェギュ監督、2012年）
- 「体温」 （2013年） 主演　緒方貴臣監督
ゆうばり国際ファンタスティック映画祭2011　オフシアターコンペティションノミネート
テキサスファンタスティックフェスティバル2011正式招待出品
第19回レインダンスフィルムフェスティバル2011
アメリカUCLA大学映画上映イベント2011（UCLA gas Melnitz Movies）にて特別招待上映
Seattle True Independent Film Festival 2012コンペティション部門ノミネート
福岡アジアン映画祭2012　コンペティション部門

- 「キャンとスロチャン」　宮崎光代監督 （2014年）ショートショートフィルムフェスティバル＆アジア2014×UULA共同製作プロジェクト作品
- 「HARAJUKU CINEMA」　小美野昌史監督 （2014年）京都国際映画祭2014 特別招待作品

- 短編映画 「barrier」主演　箱守恵輔監督
ショートショートフィルムフェスティバル＆アジア2015インターナショナルコンペティション、Kinofest、BALINALE国際映画祭、リールヘルス国際映画祭、など入選
short sweet film fest 2016 International部門 Best International Film受賞
- 「獣道」　内田英治監督　バイカー役(2017年)
- 「Sea Opening」　堀内博志監督　高杉役(2018年)
- 「GREEN GRASS」　イグナシオ・ルイス・アルバレス監督　主演　日智共同製作映画　(2018年)劇場公開予定

### テレビドラマ
- 月曜ミステリー劇場 教授検事 東京地検特捜部（2004年8月9日、TBS） - 若い男1 役
- 11通の…出せなかったラブレター 第7通「コンプレックス」（2005年2月19日、ABCテレビ） - 高梨和弘 役
- ベルーナ新春ワイド時代劇 天下騒乱〜徳川三代の陰謀 第一部 家康死す（2006年1月2日、テレビ東京） - 柳生宗冬 役
- ドラマ・コンプレックス 戦国自衛隊・関ヶ原の戦い（2006年、日本テレビ）
- 連続テレビ小説 芋たこなんきん 第52回（2006年11月30日、NHK） - 軍服の若い男 役
- トラブルマン EPISODE-3（2010年4月24日、テレビ東京） - ボーイ 役
- 四つ葉神社ウラ稼業 失恋保険〜告らせ屋〜 第7話（2011年5月19日、読売テレビ・日本テレビ系） - 『刑事魂』刑事 役
- 交通事故鑑定人 環倫一郎（2011年、J:COM）
- 殺しの女王蜂 fetish10（2013年12月7日、テレビ東京）
- 仮面ライダー鎧武/ガイム 第27話（2014年4月27日、テレビ朝日）
- 撃墜 3人のパイロット 前編（2014年8月9日、NHK BSプレミアム）
- Eテレ・ジャッジ 閉まる自動ドア 第4話（2016年3月8日、NHK Eテレ） - 赤石 役
- 松本清張特別企画 喪失の儀礼（2016年3月30日、テレビ東京） - 尾竹俊哉 役

### オリジナルビデオ
- 死刑ドットネット ターン・ゼロ - 坂牧良太監督 スター役（2011年）
- ブラックエンジェルズ2 - 小美野昌史監督 横代高志役（2012年）
- ブラックエンジェルズ3 - 小美野昌史監督 横代高志役（2012年）

### CM
- Google『Google アシスタント｜いろいろ Google にやらせてみた。スマホと Google Home 篇』
- Google『Google アシスタント｜それ、Google にやらせよう。 篇』
- ニベア花王『エイトフォーメン デオドラントボディウォッシュ 寝起き臭ブロック柳田篇』（2018年）
- ZAQケーブルインターネットサービス（2003年）
- 大阪市「角をまがれば」（2003年）
- NTT西日本「Bフレッツ秋のキャンペーン」（2004年）
- スズキ「エブリィワゴン」（読売テレビ、2005年）
- アルバイト情報誌an（ラジオCM、4月・6月 - 9月号）
- スズキ「エブリィワゴン」（読売テレビ、2005年）
- デリケアエムズ（池田模範堂, 2011年）
- デジタルテレビキャンペーン　ENG編（NHK, 2011年）
- Panasonic Smart Solutions 仲間さん登場篇（2012年）

- CM短編作品 「PRETZ SPIRIT 総合編」勝岡健二監督 / 株式会社HAT製作
2010年第2回沖縄国際映画祭 CMコンペティション最終ノミネート5作品選定

### WEB動画
- ブラザーマイミーオフリーシリーズ4話（brother, 2012年）
- Sony NEX-7 SHORT MOVIE（2012年）
- Nikon ニッコールレンズ　スペシャルムービー（2012年）

### バラエティ番組
- 夜は胸きゅん（2007年、NHK総合・NHK BS2） - 花婿 役
- ドスペ2「(C)発信テれび」（2010年2月21日、テレビ朝日）
- 頑張る姿は美しい! ヘタリストミュージアム（2011年1月3日、関西テレビ・フジテレビ系） - 騙しディレクター 役
- NONFIX「フィルムがなくなる!デジタルが変える映画のミライ!」（2012年7月26日、フジテレビ）

### スチール
- NTTドコモ「夏のキャンペーン」（2003年）

### 舞台
- 「海抜3200メートル」（田中弘史演出、海岸通りの小さな劇場、2004年）
- 関ジャニ∞公演「Magical Summer 2005」（宮永雄平演出、大阪松竹座、2005年）
- TTDS produce公演「スクビディ・ドゥーダ」（俳優座劇場、2007年）
- Kenji Nakao Produce「夢二Complex」（ザムザ阿佐ヶ谷、2007年）

### その他
- マイクロソフト・Xbox「WelcomeVideo」 - ロボットの声
- マイクロソフト・Visual Studio ウェブゲーム「defy all challengers」 - ナレーション